# Formatie van Burnot
De Formatie van Burnot is een serie gesteentelagen uit het Vroeg-Devoon die aan het oppervlak ligt in de Belgische provincies Henegouwen, Namen en Luik. De formatie bestaat uit dikke lagen rode conglomeraat en zandsteen. Ze is genoemd naar het riviertje de Burnot.

## Beschrijving
De Formatie van Burnot bestaat uit massieve, typisch rond de 10 meter dikke banken rode en bruinrode conglomeraat en grove zandsteen, die worden gescheiden door lagen van rode, soms groenige siltsteen en schalie. De lagen siltsteen en schalie zijn typisch enkele decimeters dik. Ze komen vaker voor in de hogere delen van formatie. De klasten in de conglomeraatlagen kunnen meer dan 30 cm groot zijn en bestaan uit kwartsiet, zandsteen en toermalijniet. De zandsteen- en conglomeraatbanken vertonen cross-bedding. Lagen van fijnere zandsteen en siltsteen bevatten veel mica's.
De totale dikte van de formatie is 250 tot 350 meter; in het dal van de Maas loopt dit op tot tussen de 400 en 550 meter. Hoewel de formatie geen fossielen bevat die precieze datering mogelijk maken, is duidelijk dat ze tot het jongere deel van de stratigrafische etage Emsiaan behoort, en daarmee ongeveer 395 miljoen jaar oud is.

## Verspreiding en stratigrafische relaties
De Formatie van Burnot komt alleen voor in de noordelijke flank van het Synclinorium van Dinant, ten westen van de Ourthe en tegen de westelijke flank van het Massief van Stavelot tot aan de Xhoris-overschuiving.
In dit gebied ligt de Formatie van Burnot boven op grijzige zandsteen van de Formatie van Wépion, uit het onderste Emsiaan. Deze ligt boven op rode siltsteen van de Formatie van Acoz (bovenste Pragiaan). De drie formaties zijn in het gebied ten westen van Hoei goed van elkaar te onderscheiden. Dit is niet het geval verder naar het oosten, waar erosie aan het einde van het Emsiaan een incompleet beeld veroorzaakt.
De Formatie van Burnot vormt in haar verspreidingsgebied de top van het Onder-Devoon. Ze wordt overdekt door de Formatie van Rivière (in het westen) of de Formatie van Pépinster (in het oosten). Beide laatstgenoemde formaties behoren tot het Midden-Devoon; ze bestaan uit schalie en zandsteen uit het Boven-Eifeliaan en Onder-Givetiaan.